# Dejan Kulusevski
Dejan Kulusevski (tiếng Macedonia: Дејан Кулушевски, đã Latinh hoá: Dejan Kulushevski; sinh ngày 25 tháng 4 năm 2000) là một cầu thủ bóng đá chuyên nghiệp người Thụy Điển gốc Bắc Macedonia hiện đang thi đấu ở vị trí tiền vệ cánh hoặc tiền vệ tấn công cho câu lạc bộ Premier League Tottenham Hotspur và đội tuyển bóng đá quốc gia Thụy Điển.
Trưởng thành từ lò đạo tạo trẻ, Kulusevski đã có trận ra mắt cho Atalanta vào năm 2019, trước khi gia nhập Parma dưới dạng cho mượn vào đầu mùa giải 2019–20. Anh gia nhập Juventus trong kỳ chuyển nhượng mùa đông cùng năm với giá 35 triệu euro và được đưa trở lại Parma dưới dạng cho mượn trong phần còn lại của mùa giải. Tháng 1 năm 2022, Kulusevski đã được cho mượn tại Tottenham Hotspur.
Kulusevski sinh ra ở Thụy Điển với cha mẹ là người Bắc Macedonia. Anh đã đại diện cho cả đội tuyển Bắc Macedonia và đội tuyển Thụy Điển ở cấp độ trẻ, trước khi chọn chơi cho đội tuyển Thụy Điển lúc lớn tuổi hơn, anh đã có trận ra mắt vào năm 2019.

## Sự nghiệp câu lạc bộ

### Cấp độ trẻ
Kulusevski sinh ra ở Stockholm và tham gia đội trẻ của IF Brommapojkarna lúc 6 tuổi.

### Atalanta

#### Mùa giải 2018–19
Anh gia nhập đội trẻ  Atalanta ngày 7 tháng 7 năm 2016 từ Brommapojkarna, trước khi chơi  ở cấp độ cao hơn ở câu lạc bộ. Anh đã ra mắt trận Serie A đầu tiên ngày 20 tháng 1 năm 2019, vào sân thay cho Marten de Roon trong chiến thắng 5–0 trên sân khách đội Frosinone. Kulusevki đã có 3 lần ra sân ở mùa giải 2018–19 , tất cả đều từ băng ghế dự bị.

#### Cho mượn ở Parma (2019–20)
Ngày 18 tháng 7 năm 2019, Kulusevski tới câu lạc bộ ở Serie A Parma cho mượn tới 30 tháng 6 năm 2020. Anh đã ghi bàn thắng đầu tiên ở Serie A trong chiến thắng 3–2 trên sân nhà với Torino ngày 30 tháng 9. Ngày 14 tháng 12 năm 2019, Kulusevski ghi bàn thứ 4 ở Serie A, đấu với Napoli; điều đó giúp anh trở thành cầu thủ trẻ nhất trong top 5 giải đấu hàng đầu Châu Âu ghi nhiều hơn 3 bàn lúc đó. Anh cũng trở thành một trong hai cầu thủ sinh sau ngày 1 tháng 1 năm 1999, cùng với Jadon Sancho, thực hiện ít nhất 7 pha kiến tạo trong top 5 giải đấu hàng đầu Châu Âu.

### Juventus

#### Trở về từ Parma (2019–20)
Tiếp tục phong độ tuyệt vời khi được cho mượn ở Parma trong phần đầu của mùa giải 2019–20 Serie A, Kulusevski đã ghi 4 bàn và đóng góp 7 pha kiến tạo trong 17 lần ra sân ở Serie A, ngày 2 tháng 1 năm 2020, Kulusevski gia nhập câu lạc bộ Juventus với bản hợp đồng 4 năm rưỡi, với giá 35 triệu €, có thể lên tới 44 triệu € tuỳ theo thành tích .
Kulusevski được cho mượn trở lại Parma cho đến hết mùa giải. Kulusevski kết thúc mùa giải với 10 bàn và 9 pha kiến tạo. Anh là cầu thủ trẻ nhất trong top 5 giải đấu hàng đầu Châu Âu ghi ít nhất 7 bàn và thực hiện 5 pha kiến tạo. Chính màn thể hiện đó, Kulusevski đã nhận được giải Cầu thủ trẻ xuất sắc nhất Serie A mùa giải 2019–20.

#### 2020–21
Kulusevski đã có buổi tập chính thức đầu tiên với Juventus ngày 25 tháng 8 năm 2020. Anh đã ghi bàn ngay trong lần ra mắt Juventus ngày 20 tháng 9 năm 2020, trong chiến thắng 3–0 trên sân nhà tiếp đón Sampdoria. Anh có trận ra mắt UEFA Champions League ngày 20 tháng 10, chiến thắng 2-0 trên sân khách  Dynamo Kyiv ở vòng bảng. Ngày 25 tháng 10, anh đã ghi bàn từ băng ghế dự bị trong trận đấu với Hellas Verona hoà 1–1 trên sân nhà . Ngày 19 tháng 5, anh đã ghi bàn mở tỉ số và sau đó kiến tạo Federico Chiesa lập công trong chiến thắng 2-1 trước Atalanta trong trận Chung kết Coppa Italia năm 2021. Ở mùa giải tiếp theo, Kulusevski ghi bàn thắng quyết định trong trận đấu với Zenit Saint Petersburg tại Champions League với cú đánh đầu ở phút 86 vào ngày 20 tháng 10. Thời gian thi đấu của Kulusevski bị giảm xuống dưới thời Massimiliano Allegri, ra sân 20 lần và chỉ ghi được hai bàn thắng.

#### Cho mượn tại Tottenham Hotspur

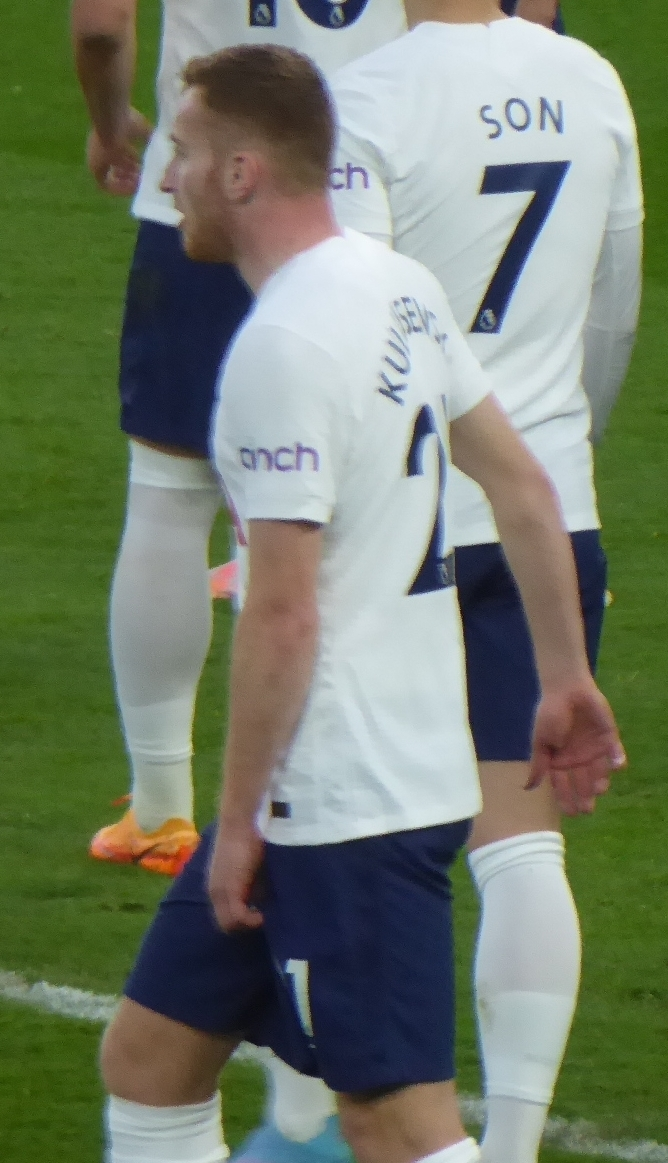
Kulusevski với Tottenham Hotspur năm 2022.

Vào ngày 31 tháng 1 năm 2022, Kulusevski chính thức gia nhập Tottenham Hotspur theo dạng cho mượn có thời hạn 18 tháng, phí cho mượn của thương vụ này là 10 triệu euro và bao gồm điều khoản mua đứt, điều này sẽ trở thành bắt buộc theo một số điều kiện nhất định với một khoản phí bổ sung là 35 triệu euro. Anh ra sân lần đầu tiên cho Spurs vào ngày 5 tháng 2 trong trận đấu tại FA Cup với Brighton & Hove Albion, vào sân thay người trong chiến thắng 3–1. Vào ngày 19 tháng 2, Kulusevski ghi bàn thắng đầu tiên cho Tottenham ở trận thắng 3-2 trước Manchester City. Trong mùa giải đầu tiên của mình, Kulusevski đã có 13 lần đóng góp vào bàn thắng (5 bàn và 8 kiến tạo) trong 18 trận đấu ở Premier League.

### Tottenham Hotspur
Ngày 17 tháng 6 năm 2023, Kulusevski chính thức gia nhập Tottenham Hotspur sau một mùa giải thi đấu dưới dạng cho mượn ở câu lạc bộ này. Bản hợp đồng của anh được kéo dài đến hết năm 2028.

## Sự nghiệp quốc tế
Sinh ra ở Thuỵ Điển với cha mẹ là người Bắc Macedonia đến từ Ohrid, Kulusevski đã chơi cho tất cả đội tuyển trẻ của Thuỵ Điển, cũng như đội tuyển U16 Bắc Macedonia . Anh đã được gọi lên đội tuyển Thuỵ Điển lần đầu tiên vào tháng 11 năm 2019 cho trận đấu Vòng loại UEFA Euro 2020 với Romania và Quần đảo Faroe. Khi chơi cho đội tuyển quốc gia, Kulusevski đã nói rằng lựa chọn trung thành của anh 'thật dễ dàng'  vì anh luôn ưu tiên đại diện cho tuyển Thuỵ Điển.
Kulusevski đã có trận đấu chính thức cho đội tuyển Thuỵ Điển vào ngày 18 tháng 11 năm 2019, sau khi vào sân thay cho Ken Sema trong chiến thắng 3–0 trước Quần đảo Faroe trong trận đấu cuối cùng ở Vòng loại Euro 2020  . Ngày 8 tháng 9 năm 2020, anh đã có lần đầu được đá chính cho Thuỵ Điển, chơi trong khoảng 90 phút trước khi rời sân thay người cho Albin Ekdal trong trận thua 0–2 Bồ Đào Nha ở 2020–21 UEFA Nations League. Ngày 14 tháng 11 năm 2020, Kulusevski đã ghi bàn đầu tiên cho đội tuyển quốc gia trong chiến thắng 2-1 trước Croatia ở Nations League.
Ngày 8 tháng 6 năm 2021, Kulusevski đã có kết quả xét nghiệm dương tính với COVID-19 trong bối cảnh đại dịch ở Thuỵ Điển, và đã bị loại khỏi đội hình trận mở màn UEFA Euro 2020 đấu Tây Ban Nha ngày 14 tháng 6.

## Phong cách thi đấu
Là một cầu thủ cao lớn, có thể chất mạnh mẽ và linh hoạt, Kulusevski phù hợp khả năng chơi ở vai trò tiền vệ và tiền đạo, như chơi ở các vị trí tiền vệ tấn công, tiền vệ con thoi, hay tiền vệ cánh chạy dọc 2 biên, hoặc thậm chí là một tiền vệ trung tâm thiên về tấn công, được biết dến với tên gọi mezzala trong tiếng Ý (nghĩa đen là "bán cánh"); anh thường xuyên chơi như một tiền vệ tấn công phía sau tiền đạo. Kulusevki đôi khi cũng được dùng cho vị trí trung phong. Những khả năng của anh được kể đến như khả năng bứt tốc, tốc độ, sức bền và khả năng chuyển đổi lối chơi hoặc kiến tạo và chọc khe cho đồng đội nhờ nhãn quan nhạy bén và khả năng chuyền của anh ấy. Anh cũng sở hữu kỹ thuật tốt, khả năng rê dắt và sút bóng giúp anh có thể ghi bàn, bên cạnh việc tạo cơ hội cho đồng đội. .
Được đánh giá là một cầu thủ đầy triển vọng và chăm chỉ trên truyền thông báo chí, huấn luyện viên của anh ở Parma, Roberto D'Aversa, đã so sánh Kulusevski với Mohamed Salah. Ông đã nhận thấy rằng Kulusevski "luôn là người di chuyển nhiều nhất trong các trận đấu", và ''có một tâm lý thi đấu chuẩn mực". Kulusevski nói rằng người đồng hương Zlatan Ibrahimović là một người có sức ảnh hưởng đối với anh. Đánh giá phong cách chơi của chính mình, anh đã nhận xét trong một cuộc phỏng vấn vào năm 2019 với Sportbladet: "Tôi thích có bóng ở trong chân của tôi. Tôi đã từng rê bóng khá nhiều khi tôi còn là một đứa trẻ nhưng tôi đã tiến bộ hơn trong việc di chuyển bóng nhanh hơn. Tôi đã nâng cao kỹ năng phòng thủ của mình, đó là điểm yếu trước đây và điều đó đã khiến tôi trở thành một cầu thủ hoàn thiện." Anh ấy cũng đã trích dẫn các cầu thủ bóng đá người Bỉ Kevin De Bruyne và Eden Hazard là các cầu thủ mà anh ngưỡng mộ và mong muốn cạnh tranh.

## Thống kê sự nghiệp

### Câu lạc bộ
Tính đến ngày 14 tháng 8 năm 2022
| Câu lạc bộ               | Mùa giải            | Giải vô địch        | Giải vô địch | Giải vô địch | Cúp quốc gia | Cúp quốc gia | Cúp liên đoàn | Cúp liên đoàn | Châu Âu | Châu Âu | Khác | Khác | Tổng cộng | Tổng cộng |
| Câu lạc bộ               | Mùa giải            | Giải đấu            | Trận         | Bàn          | Trận         | Bàn          | Trận          | Bàn           | Trận    | Bàn     | Trận | Bàn  | Trận      | Bàn       |
| ------------------------ | ------------------- | ------------------- | ------------ | ------------ | ------------ | ------------ | ------------- | ------------- | ------- | ------- | ---- | ---- | --------- | --------- |
| Atalanta                 | 2018–19             | Serie A             | 3            | 0            | 0            | 0            | —             | —             | —       | —       | —    | —    | 3         | 0         |
| Parma (mượn)             | 2019–20             | Serie A             | 17           | 4            | 2            | 0            | —             | —             | —       | —       | —    | —    | 19        | 4         |
| Juventus                 | 2019–20             | Serie A             | —            | —            | —            | —            | —             | —             | —       | —       | —    | —    | 0         | 0         |
| Juventus                 | 2020–21             | Serie A             | 35           | 4            | 5            | 3            | —             | —             | 6       | 0       | 1    | 0    | 47        | 7         |
| Juventus                 | 2021–22             | Serie A             | 20           | 1            | 1            | 0            | —             | —             | 5       | 1       | 1    | 0    | 27        | 2         |
| Juventus                 | Tổng cộng           | Tổng cộng           | 55           | 5            | 6            | 3            | —             | —             | 11      | 1       | 2    | 0    | 74        | 9         |
| Parma (mượn)             | 2019–20             | Serie A             | 19           | 6            | 1            | 0            | —             | —             | —       | —       | —    | —    | 20        | 6         |
| Tottenham Hotspur (mượn) | 2021–22             | Premier League      | 18           | 5            | 2            | 0            | —             | —             | —       | —       | —    | —    | 20        | 5         |
| Tottenham Hotspur (mượn) | 2022–23             | Premier League      | 2            | 1            | 0            | 0            | 0             | 0             | 0       | 0       | —    | —    | 2         | 1         |
| Tottenham Hotspur (mượn) | Tổng cộng           | Tổng cộng           | 20           | 6            | 2            | 0            | 0             | 0             | 0       | 0       | —    | —    | 22        | 6         |
| Tổng cộng sự nghiệp      | Tổng cộng sự nghiệp | Tổng cộng sự nghiệp | 114          | 21           | 11           | 3            | 0             | 0             | 11      | 1       | 2    | 0    | 138       | 25        |

1. ↑  Bao gồm cả Coppa Italia, FA Cup
2. ↑  Bao gồm EFL Cup
3. 1 2  Ra sân tại UEFA Champions League
4. ↑  Ra sân tại Supercoppa Italiana

### Quốc tế
Tính đến ngày 21 tháng 11 năm 2023
| Đội tuyển quốc gia | Năm       | Trận | Bàn |
| ------------------ | --------- | ---- | --- |
| Thụy Điển          | 2019      | 1    | 0   |
| Thụy Điển          | 2020      | 7    | 1   |
| Thụy Điển          | 2021      | 12   | 0   |
| Thụy Điển          | 2022      | 7    | 1   |
| Thụy Điển          | 2023      | 8    | 1   |
| Tổng cộng          | Tổng cộng | 35   | 3   |

Tính đến ngày 9 tháng 9 năm 2022
Tỷ số và kết quả liệt kê số bàn thắng của Thụy Điển trước tiên, cột điểm cho biết điểm số sau mỗi bàn thắng của Kulusevski
| # | Ngày                 | Địa điểm                                  | Đối thủ  | Bàn thắng | Kết quả | Giải đấu                    |
| - | -------------------- | ----------------------------------------- | -------- | --------- | ------- | --------------------------- |
| 1 | 14 tháng 11 năm 2020 | Friends Arena, Solna, Thụy Điển           | Croatia  | 1–0       | 2–1     | UEFA Nations League 2020–21 |
| 2 | 2 tháng 6 năm 2022   | Sân vận động Stožice, Ljubljana, Slovenia | Slovenia | 2–0       | 2–0     | UEFA Nations League 2022–23 |
| 3 | 9 tháng 9 năm 2023   | Sân vận động Lilleküla, Tallinn, Estonia  | Estonia  | 2–0       | 5–0     | Vòng loại UEFA Euro 2024    |

## Danh hiệu

### Câu lạc bộ
Juventus
- Coppa Italia: 2020–21[45]
- Supercoppa Italiana: 2020[45]

Tottenham Hotspur
- UEFA Europa League: 2024–25[47]

### Cá nhân
- Cầu thủ trẻ xuất sắc nhất Serie A: 2019–20 [48]